# Refuge de Prariond
Le refuge de Prariond est situé en France dans le parc national de la Vanoise, dans le département de la Savoie en région Auvergne-Rhône-Alpes. Il est à 2 324 m d'altitude, à l'ouest des Alpes grées, à proximité des sources de l'Isère. 

## Histoire
Autrefois il existait un refuge situé à 200 m du refuge actuel, sous les rochers de l'école d'escalade ; on peut encore voir ses ruines dont une sorte de grosse cheminée qui permettait l'accès en période fortement enneigée. Non loin de là, au milieu du plateau de Prariond on remarque un gros bloc surmonté d'une croix. Il porte la plaque commémorative de la « tragédie de la Galise » durant laquelle des partisans italiens et des Anglais trouvèrent la mort dans ce secteur à la suite de conditions climatiques extrêmes en novembre 1944.
Le refuge actuel a été construit en 1969 (6 ans après la création du parc national de la Vanoise). Il a été réorganisé en 1989-1990, ce qui a permis d'augmenter la capacité et le confort (sanitaires, douches, électricité solaire...).

## Caractéristiques et informations
Le refuge a une capacité d'accueil de 36 lits (16 en hiver en période non gardée). On trouve la présence d'un gardien, à plusieurs périodes de l'année, à savoir de fin mars au 10 mai et du 15 juin au 15 septembre.

## Accès
Pour rejoindre le refuge, il faut se rendre au parking du pont Saint-Charles qui fut aménagé non loin de Val-d'Isère. À la suite de quoi, il faut suivre les gorges de Malpasset qui longent l’Isère, le cours d'eau. Plusieurs passerelles ont été aménagées pour faciliter le passage des randonneurs. Ce passage permet de déboucher sur un plateau d'où le refuge est visible. Reste à emprunter les passages qui mènent vers celui-ci. 1h15 de marche l'été.

## Ascensions
Du refuge, certains randonneurs se rendent au col de la Galise qui se situe à une altitude de 2 987 mètres. Sur le chemin, il est possible d'emprunter une bifurcation pour accéder au col de la Lose qui se trouve plus bas, à près de 2 957 mètres d'altitude. Ces deux cols sont frontaliers avec l'Italie.
Les alpinistes peuvent accéder à la pointe de la Galise (3 343 m), ou à la Grande aiguille Rousse (3 482 m).
Le refuge est également un important point de départ pour le ski de randonnée : pointe de la Galise, Grande aiguille Rousse, Gros Caval, cime de la Vache, roc de Bassagne, et de nombreux raids à ski vers la Haute-Maurienne, ou le massif du Grand-Paradis en Italie.

## Traversées
Ce refuge permet de constituer un point de départ pour des randonnées dans le vallon de Prariond. En deux heures environ, il est possible de remonter le cours d'eau, l’Isère, pour se rendre à sa source qui se situe à la base de la moraine du glacier. Il est possible également d'entamer une marche près du ruisseau du Niolet. Le secteur est propice à l'observation de la faune et en particulier celle du bouquetin, animal symbole des parcs nationaux de la Vanoise et du Grand-Paradis.

## Particularités
À partir de l'été 2010 le refuge est alimenté en électricité grâce à une picocentrale hydroélectrique installée sur le torrent du Niolet. Cette turbine est prévue pour fournir une puissance de 2 kW. Auparavant, le refuge était électrifié grâce à des panneaux photovoltaïques qui continuent de l'alimenter en dehors des périodes d'utilisation de la turbine.